# Silvia Adriana Țicău

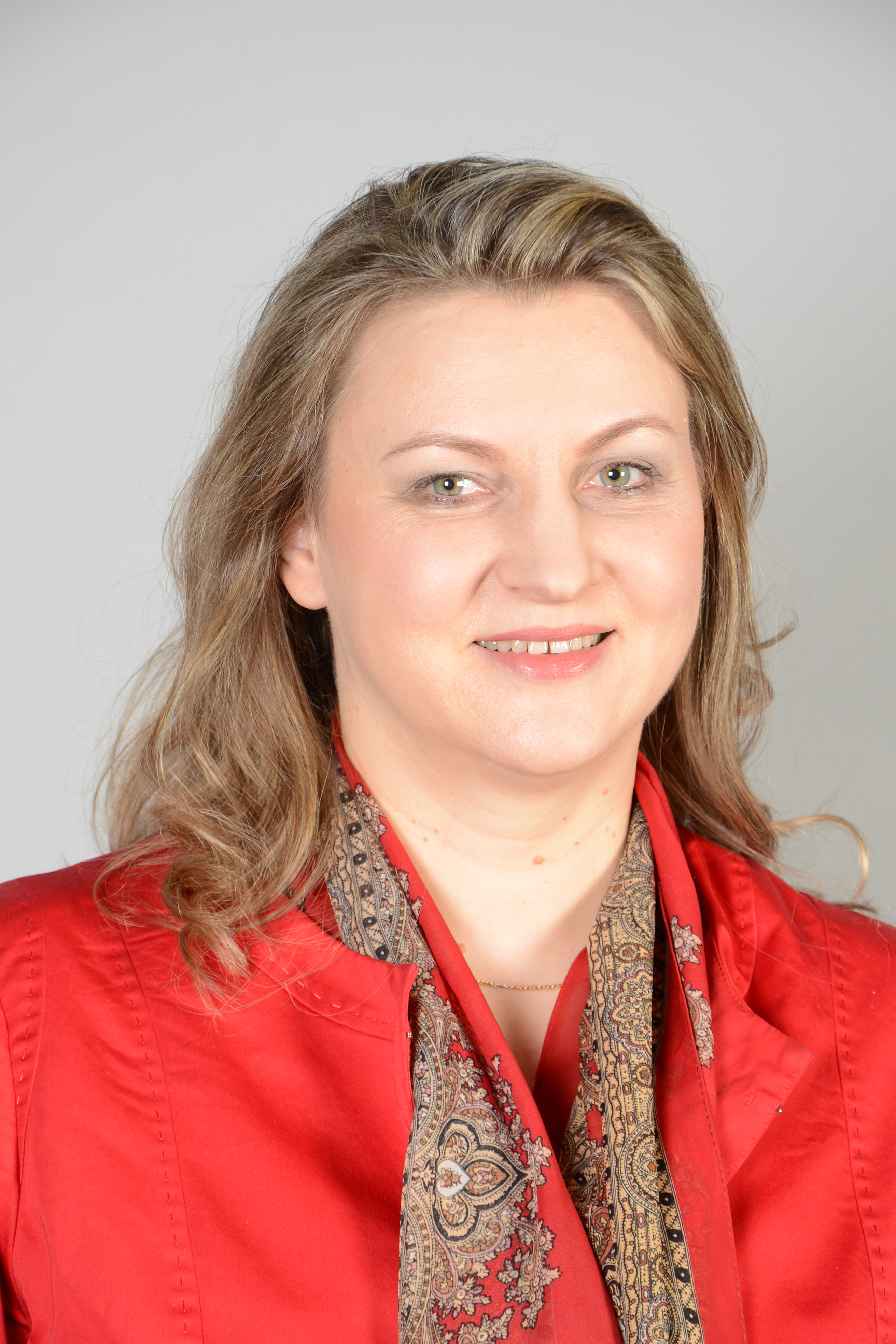
Silvia Adriana Țicău

Silvia Adriana Țicău (n. 14 noiembrie 1970, Galați, România) este o politiciană română, senator al României în legislatura 2004-2008 ales în județul Galați pe listele partidului PSD, și membru al Parlamentului European din 2007. Ea „a absolvit Facultatea de Automatică și Calculatoare a Universității Tehnice „Gheorghe Asachi” din Iași (1994) și Facultatea de Matematică a Universității „Al. I. Cuza” din Iași (1996)”.Silvia Adriana Țicău a demisionat din Senat pe data de 3 decembrie 2007 și a fost înlocuită de senatorul Traian Mândru. În cadrul activității sale parlamentare, Silvia Adriana Țicău a fost membru în grupurile parlamentare de prietenie cu Regatul Hașemit al Iordaniei, UNESCO, Australia, Regatul Unit al Marii Britanii și Irlandei de Nord.  
În perioada 14 iulie 2004 - 28 decembrie 2004, Silvia Adriana Țicău a fost ministru a comunicațiilor și tehnologiei în Guvernul Adrian Năstase.  
1. ↑  Deputații în Parlamentul European
2. ↑  Marcu, George (2012). Enciclopedia personalităților feminine din România. Meronia. p. 569.